# Немоляєва Анастасія Миколаївна
Анастасія Миколаївна Немоляєва (нар.. 30 червня 1969, Москва, РРФСР, СРСР) — радянська і російська актриса театру і кіно, художниця, дизайнерка.

## Біографія
Народилася 30 червня 1969 року в Москві в родині оператора Миколи Немоляєва — рідного брата популярної кіноактриси Світлани Немоляєвої. Дідусь — кінорежисер Володимир Немоляєв, відомий за фільмами «Щасливий рейс», «Доктор Айболить» тощо, а бабуся все своє життя пропрацювала звукооператором на «Мосфільмі».
У дитинстві захоплювалася малюванням, вишиванням, клеїла іграшки, розписувала кухонні дошки олійними фарбами. Активно знімалася в кіно в підлітковому віці.
В 1991 році закінчила Державний інститут театрального мистецтва (майстрова Марка Захарова). З 1995 по 1999 роки грала в театрі на Малій Бронній.
Одружена з Веніаміном Скальником. Родина виховала трьох дітей. Разом з чоловіком займається дизайнерським бізнесом. Активно співпрацює з багатьма відомими галереями Москви. Її роботи (скло, дерево, меблі) знаходяться в приватних зібраннях в Росії, Франції, Великій Британії, Японії, Італії та інших країнах. Кілька робіт А. Немоляєвої знаходяться в Російському музеї наївного мистецтва. У 2005 році брала участь у мистецькій акції «Парад корів» у Москві.
З 2000-х років не працює в театрі і зрідка знімається в кіно (фільм «Перегін», куди її запросив Олександр Рогожкін, серіал «Мисливці за діамантами»), з чоловіком відкрила власну художню «Студію Анастасії Немоляєвої» та «Майстерню Веніаміна Скельника», де працює дизайнером в техніці розпису на склі та дереві (меблі, посуд), а також розписує інтер'єри.

## Фільмографія
| Рік  |    | Назва                    | Роль                       |    |
| ---- | -- | ------------------------ | -------------------------- | -- |
| 1980 | ф  | Старий Новий рік         | Ліза Себейкіна             | ру |
| 1980 | тф | Три роки                 | Сашенька                   | ру |
| 1982 | ф  | Нас вінчали не в церкві  | дівчинка у дворі Губіна    | ру |
| 1985 | ф  | Дайте нам чоловіків!     | Наташа Павлова             | ру |
| 1986 | ф  | Кур'єр                   | Катя Кузнєцова             | ру |
| 1987 | ф  | Час літати               | Надя                       | ру |
| 1987 | ф  | Слідопит                 | Мейбл                      | ру |
| 1987 | ф  | Стара абетка             |                            | ру |
| 1989 | ф  | Інтердівчинка            | Лялька                     | ру |
| 1990 | тф | Арбатський мотив         | Катя                       | ру |
| 1990 | ф  | Місце вбивці вакантне... |                            | ру |
| 1990 | ф  | Моя морячка              | Маша                       | ру |
| 1991 | ф  | Дружина для метрдотеля   | Даша                       | ру |
| 1991 | ф  | Царевбивця               | медсестра                  | ру |
| 1992 | ф  | Сни про Росію            | Тетяна                     | ру |
| 1994 | ф  | Маестро злодій           | Маша                       | ру |
| 1994 | ф  | Я вільний, я нічий       | Маша                       | ру |
| 1995 | ф  | Мещерські                | Наталі Станкевич           | ру |
| 2003 | ф  | Бальна сукня             | Ніна Вікторівна            | ру |
| 2006 | ф  | Перегін                  | Ірина Володимирівна Зарева | ру |
| 2007 | ф  | Танець живота            | Ніна                       | ру |
| 2009 | ф  | Переправа                | Марфа Іванова              | ру |
| 2011 | с  | Мисливці за діамантами   | Тетяна Вікторівна          | ру |